# 钝裂溲疏
钝裂溲疏（学名：Deutzia obtusilobata）为虎耳草科溲疏属下的一个种。

## 扩展阅读
- 維基物種上的相關：钝裂溲疏